# Villeneuve-lès-Maguelone
Pour les articles homonymes, voir Villeneuve et Maguelone.
Villeneuve-lès-Maguelone [vi.lə.nœ.və le ma.gə.lɔ.nə] (en occitan Vilanòva de Magalona [vi.lo̞.'nɔ.vo̞ de ma.ɣa.'lu.no̞]) est une commune française située dans l'est du département de l'Hérault, en périphérie de Montpellier, en région Occitanie.
Exposée à un climat méditerranéen, elle est drainée par le canal du Rhône à Sète, le Mosson et par divers autres petits cours d'eau. La commune possède un patrimoine naturel remarquable : deux sites Natura 2000 (les « étangs palavasiens » et les « étangs palavasiens et étang de l'Estagnol »), cinq espaces protégés (la réserve naturelle nationale de l'Estagnol, l'« étang de Vic », l'« étang du Méjean », les « salines de Villeneuve » et les « étangs Palavasiens ») et dix zones naturelles d'intérêt écologique, faunistique et floristique.
Villeneuve-lès-Maguelone est une commune urbaine et littorale qui compte 10 406 habitants en 2022, après avoir connu une forte hausse de la population depuis 1962. Elle est dans l'agglomération de Montpellier et fait partie de l'aire d'attraction de Montpellier. Ses habitants sont appelés les Villeneuvois ou  Villeneuvoises.

## Géographie
Située aux portes de Montpellier et baignée par la Méditerranée, Villeneuve-lès-Maguelone bénéficie d’une situation géographique privilégiée.
Son territoire est situé dans la plaine de la Mosson, au bord des étangs et de la mer Méditerranée, il comprend également une partie du massif de la Gardiole.
Ses paysages variés (garrigue, lagunes et littoral) abritent une faune et une flore d’une grande diversité.
L'agglomération principale se trouve à environ huit kilomètres au sud-sud-ouest du centre historique de Montpellier. Elle comprend un village médiéval entouré par des quartiers de villas. Entre la ville et le pont de Villeneuve (sur la route D 612, l'ancienne route nationale 112), l'habitat est dispersé autour de l'arrêt SNCF, sauf au hameau le Pont de Villeneuve. Au niveau de l'échangeur entre la D 612 et la D 185 reliant Villeneuve à Fabrègues ont été construites une maison d'arrêt et une zone d'activité, dite du Larzat.
La plaine a permis la viticulture à partir du XIXe siècle, tandis que les premières collines et pentes du massif de la Gardiole sont utilisées comme champ de tir militaire et carrière.
Le sud-est du territoire est constitué d'étangs et lagunes dont la surface est partagée avec Palavas-les-Flots (étangs de l'Arnel et du Prévost) et Vic-la-Gardiole (étangs des Moures et de Pierre Blanche). Ces étangs sont coupés en deux par le canal du Rhône à Sète. Au sud de celui-ci, se trouve un cordon dunaire long d'environ neuf kilomètres et l'île de Maguelone où fut fondée le siège de l'évêché au Moyen Âge. Au sud-ouest de la ville, à proximité de l'étang de Vic, une zone humide a permis l'activité saline.

### Communes limitrophes et proches
| Saint-Jean-de-Védas (5.55 / 7,87 km) Lavérune (7.49 / 11,73 km) Fabrègues (7.14 / 9,53 km) Cournonsec (13.23 / 18,38 km)                        | Montpellier (Quartier de la Croix d'Argent) (5.92 / 9,19 km)    | Maurin (Lattes) (3.26 / 5,62 km) Lattes (4.80 / 7,66 km) Pérols (7.61 / 13,28 km) Carnon (9.56 / 11,30 km) |
| Campagnan (29.40 / 52,11 km) Saint-Pargoire (27.46 / 53,23 km)                                                                                  | Villeneuve-lès-Maguelone                                        | Palavas-les-Flots (5.58 / 6,99 km)                                                                         |
| Montbazin (13.71 / 18,24 km) Gigean (12.76 / 17,30 km) Mireval (5.62 / 9,30 km) Étang de Vic (4.13 / 6,07 km) Vic-la-Gardiole (7.41 / 12,57 km) | Étang de Vic (2.49 / 3,02 km) Mer Méditerranée (4.41 / 9,57 km) | Étangs palavasiens (1.05 / 1,24 km) Mer Méditerranée (Plage Maguelone) (3.90 / 8,16 km)                    |

### Climat
Pour des articles plus généraux, voir Climat de l'Occitanie et Climat de l'Hérault.
En 2010, le climat de la commune est de type climat méditerranéen franc, selon une étude s'appuyant sur une série de données couvrant la période 1971-2000. En 2020, Météo-France publie une typologie des climats de la France métropolitaine dans laquelle la commune est exposée à un climat méditerranéen et est dans la région climatique  Provence, Languedoc-Roussillon, caractérisée par une pluviométrie faible en été, un très bon ensoleillement (2 600 h/an), un été chaud (21,5 °C), un air très sec en été, sec en toutes saisons, des vents forts (fréquence de 40 à 50 % de vents > 5 m/s) et peu de brouillards.
Pour la période 1971-2000, la température annuelle moyenne est de 14,6 °C, avec une amplitude thermique annuelle de 16,3 °C. Le cumul annuel moyen de précipitations est de 628 mm, avec 5,9 jours de précipitations en janvier et 2,5 jours en juillet. Pour la période 1991-2020, la température moyenne annuelle observée sur la station météorologique installée sur la commune est de 15,4 °C et le cumul annuel moyen de précipitations est de 591,6 mm,. Pour l'avenir, les paramètres climatiques de la commune estimés pour 2050 selon différents scénarios d'émission de gaz à effet de serre sont consultables sur un site dédié publié par Météo-France en novembre 2022.
| Mois                                  | jan.             | fév.          | mars          | avril         | mai            | juin          | jui.          | août           | sep.           | oct.            | nov.            | déc.            | année      |
| ------------------------------------- | ---------------- | ------------- | ------------- | ------------- | -------------- | ------------- | ------------- | -------------- | -------------- | --------------- | --------------- | --------------- | ---------- |
| Température minimale moyenne (°C)     | 3,8              | 4             | 6,7           | 9,2           | 12,7           | 16,4          | 18,9          | 18,7           | 15             | 12,1            | 7,6             | 4,7             | 10,8       |
| Température moyenne (°C)              | 7,9              | 8,5           | 11,4          | 13,9          | 17,5           | 21,4          | 24            | 23,8           | 20             | 16,4            | 11,6            | 8,6             | 15,4       |
| Température maximale moyenne (°C)     | 12               | 13            | 16,1          | 18,5          | 22,2           | 26,4          | 29,1          | 28,9           | 25             | 20,6            | 15,7            | 12,6            | 20         |
| Record de froid (°C) date du record   | −11,5 06.01.1985 | −9,3 05.02.12 | −7 02.03.05   | 0,1 08.04.21  | 4,2 06.05.1982 | 6 06.06.1984  | 10,5 13.07.00 | 9,8 30.08.1986 | 5,5 29.09.1993 | −0,3 31.10.1997 | −5,7 23.11.1988 | −7 30.12.1996   | −11,5 1985 |
| Record de chaleur (°C) date du record | 22,1 28.01.02    | 24,5 24.02.20 | 28,1 21.03.02 | 30,7 08.04.11 | 34,4 24.05.11  | 43,4 28.06.19 | 37,6 23.07.06 | 38,9 05.08.17  | 35,4 05.09.16  | 32,1 03.10.1997 | 25,6 15.11.15   | 21,7 11.12.1994 | 43,4 2019  |
| Précipitations (mm)                   | 51,1             | 37,7          | 42,4          | 47,8          | 40,2           | 31,3          | 18,4          | 32,7           | 76,4           | 90,7            | 71,8            | 51,1            | 591,6      |

### Milieux naturels et biodiversité

#### Espaces protégés
La protection réglementaire est le mode d’intervention le plus fort pour préserver des espaces naturels remarquables et leur biodiversité associée,.
Cinq espaces protégés sont présents sur la commune : 
- la réserve naturelle nationale de l'Estagnol, classée en 1975 et occupant une superficie de 77 ha protège un étang et sa zone humide. Elle jouit d’un climat méditerranéen, favorable aux différentes espèces qui y vivent ou y sont de passage (comme les oiseaux migrateurs)[10],[11] ;
- l'« étang de Vic », un terrain acquis par le Conservatoire du Littoral, d'une superficie de 1 808,1 ha[12],[13] ;
- l'« étang du Méjean », un terrain acquis par le Conservatoire du Littoral, d'une superficie de 169,9 ha[14],[15] ;
- les « salines de Villeneuve », un terrain acquis par le Conservatoire du Littoral, d'une superficie de 210,1 ha[16],[17] ;
- les « étangs Palavasiens », une zone humide protégée par la convention de Ramsar, d'une superficie de 7 583 ha[18].

#### Réseau Natura 2000

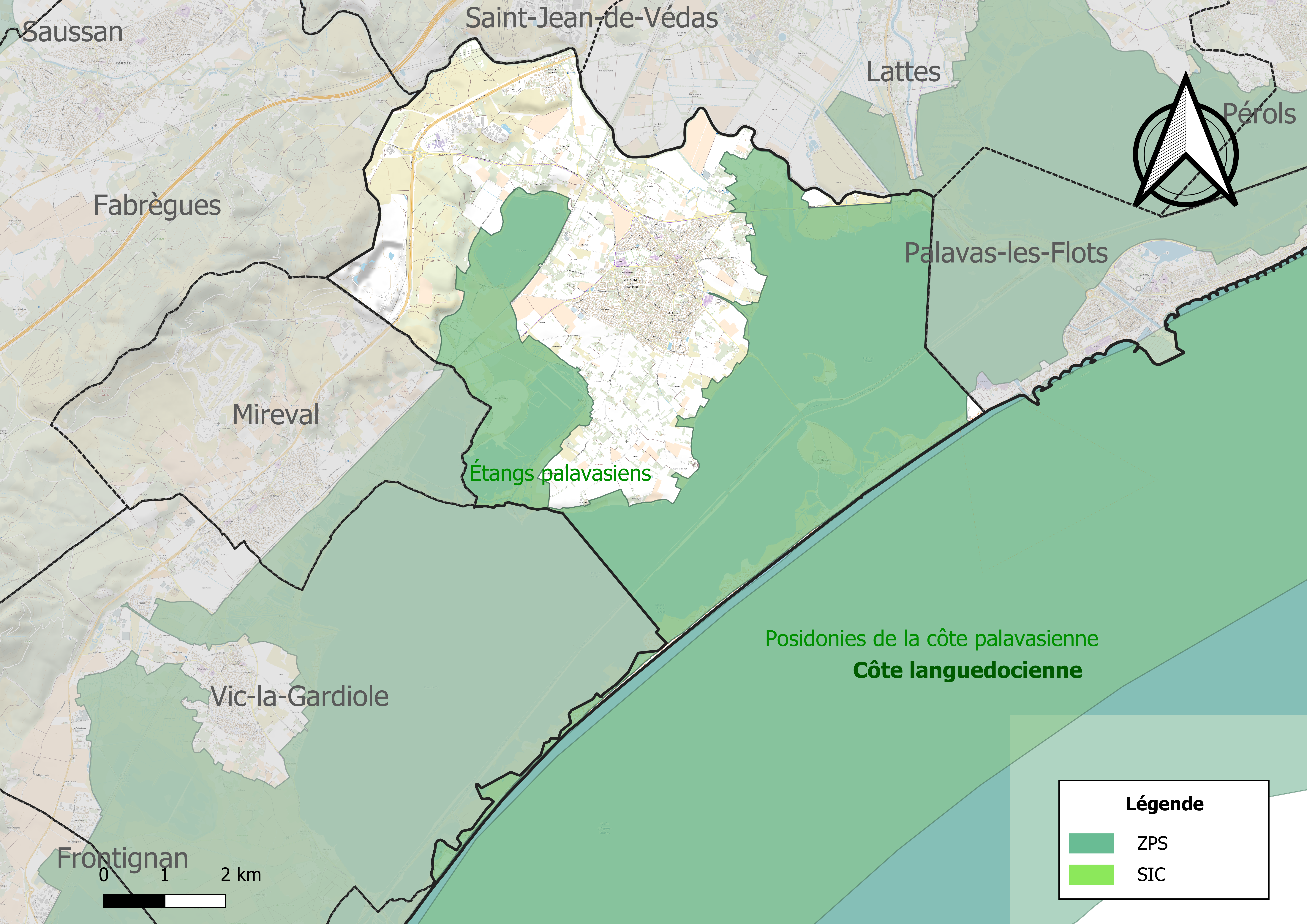
Site Natura 2000 sur le territoire communal.

Le réseau Natura 2000 est un réseau écologique européen de sites naturels d'intérêt écologique élaboré à partir des directives habitats et oiseaux, constitué de zones spéciales de conservation (ZSC) et de zones de protection spéciale (ZPS).
Un site relève de la directive oiseaux : la ZPS des étangs palavasiens et étang de l'Estagnol, 6 600 ha répartis sur 8 communes. Sur cette surface, 50 % sont classés selon la loi de 1930 et 1 % inscrit de même, 35 % ont été acquis par le Conservatoire du Littoral, 14 % sont une réserve de chasse et de faune sauvage d'ACCA (association communale de chasse agréée), 2 % sont protégés par un arrêté de protection de biotope, d’habitat naturel ou de site d’intérêt géologique, 1 % est une réserve naturelle nationale (l'étang de l'Estagnol) et 1 % est la propriété du département. Cette ZPS comprend une série importante de grandes lagunes communiquant encore entre elles (étang de l'Ingril, étang de Vic, étang de Pierre-Blanche, étang de l'Arnel, étang du Prevost, étang du Grec, étang du Méjean et étang de Pérols), imbriquées entre terre et mer. On y trouve des anciens marais salants non exploités, générateurs d'une grande diversité d'habitats à forte valeur patrimoniale. L'étang de l'Estagnol est situé dans une ancienne doline d'alluvions récentes dans les calcaires de la Gardiole, au sud-ouest de Montpellier. L'alimentation en eau se fait par la nappe phréatique d'eau douce de la plaine de Mireval, par les alimentations karstiques des reliefs avoisinants, et par la résurgence d'une perte de la Mosson. En conséquence, son eau est moins saumâtre que celle des autres étangs palavasiens.
Les lagunes attirent une avifaune à la fois abondante et variée qu'elle soit nicheuse, hivernante ou migratrice. Des espèces rares viennent s'y reposer, comme la sterne naine, le gravelot à collier interrompu et la talève sultane. Les flamants roses y sont nombreux. Une dizaine d'espèces de l'annexe I se reproduisent à l'étang de l'Estagnol : busard des roseaux, blongios nain, héron pourpré, sterne pierregarin, parfois le butor étoilé… Il est une zone d'hivernage ou d'étape pour de nombreux migrateurs : anatidés, foulques, guifettes et sterne pierregarin.
La commune comprend aussi un site d'intérêt communautaire (SIC) Natura 2000 dans le cadre de la directive Habitat : le SIC des étangs palavasiens, 6 600 ha d'étangs répartis sur plusieurs communes et séparés de la mer par un lido encore vierge d'urbanisation sur un grand linéaire côtier, ce qui permet la coexistence de différents habitats naturels littoraux : systèmes dunaires, laisses de mer et sansouires. Ils sont composés à 60 % de lagunes côtières (habitat prioritaire), 7,1 % de fourrés halophiles méditerranéens et thermo-atlantiques (Sarcocornia fruticosi ou « corail de mer »), 4,9 % de prés-salés méditerranéens (communauté de plantes appelée Juncetalia maritimi) et 16 autres types d'habitat pour le reste. Leur ouverture sur la mer grâce à des graus permet la migration des poissons. En 2012, seul l'étang du Grec est protégé par un arrêté préfectoral de protection du biotope comprenant les zones humides situées entre la route départementale Carnon-Palavas et les zones urbanisées du littoral. Le périmètre du site intègre ces zones humides en suivant précisément la limite de la zone couverte par l'arrêté de biotope. L'étang de l'Estagnol, classé en réserve naturelle nationale, est protégé des atteintes directes mais son approvisionnement en eau est d'origine incertaine et rend les interventions difficiles.

#### Zones naturelles d'intérêt écologique, faunistique et floristique
L’inventaire des zones naturelles d'intérêt écologique, faunistique et floristique (ZNIEFF) a pour objectif de réaliser une couverture des zones les plus intéressantes sur le plan écologique, essentiellement dans la perspective d’améliorer la connaissance du patrimoine naturel national et de fournir aux différents décideurs un outil d’aide à la prise en compte de l’environnement dans l’aménagement du territoire.
Huit ZNIEFF de type 1 sont recensées sur la commune :
- l'« étang de l'Arnel » (461 ha), couvrant 2 communes du département[21] ;
- l'« étang de l'Estagnol » (73 ha)[22] ;
- l'« étang de Vic » (1 339 ha), couvrant 2 communes du département[23] ;
- l'« étang du Prévost » (249 ha), couvrant 2 communes du département[24] ;
- la « garrigue de la Madeleine » (127 ha), couvrant 2 communes du département[25] ;
- les « garrigues de la Lauze » (581 ha), couvrant 3 communes du département[26] ;
- le « Lido et étang de Pierre-Blanche » (578 ha), couvrant 3 communes du département[27] ;
- le « marais du Boulas et salins de Villeneuve » (302 ha), couvrant 3 communes du département[28] ;

et deux ZNIEFF de type 2, : 
- le « complexe paludo-laguno-dunaire des étangs montpelliérains » (14 344 ha), couvrant 14 communes dont une dans le Gard et 13 dans l'Hérault[29] ;
- la « montagne de la Gardiole » (5 289 ha), couvrant 10 communes du département[30].

Carte des ZNIEFF de type 1 et 2 à Villeneuve-lès-Maguelone.
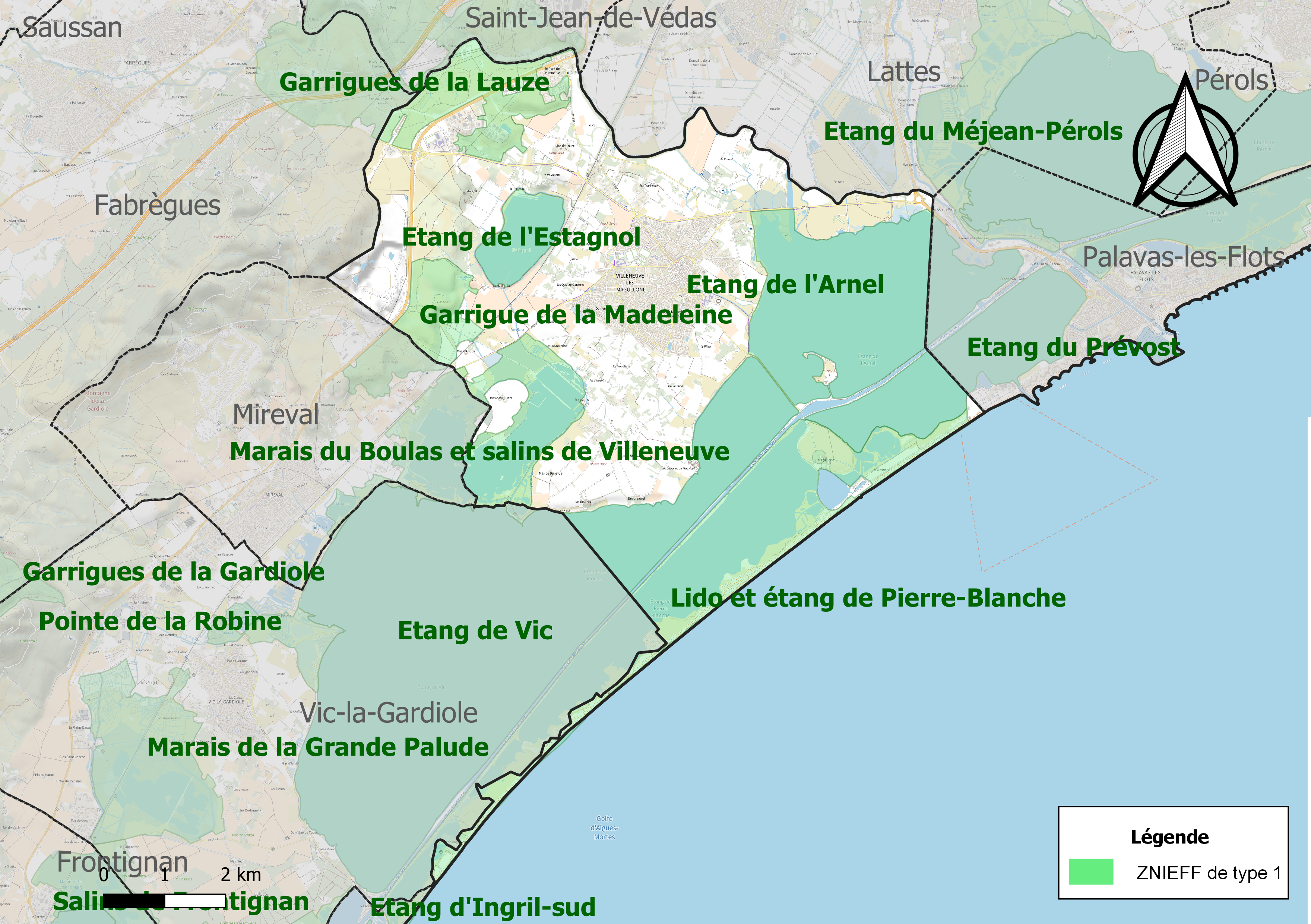
Carte des ZNIEFF de type 1 sur la commune.
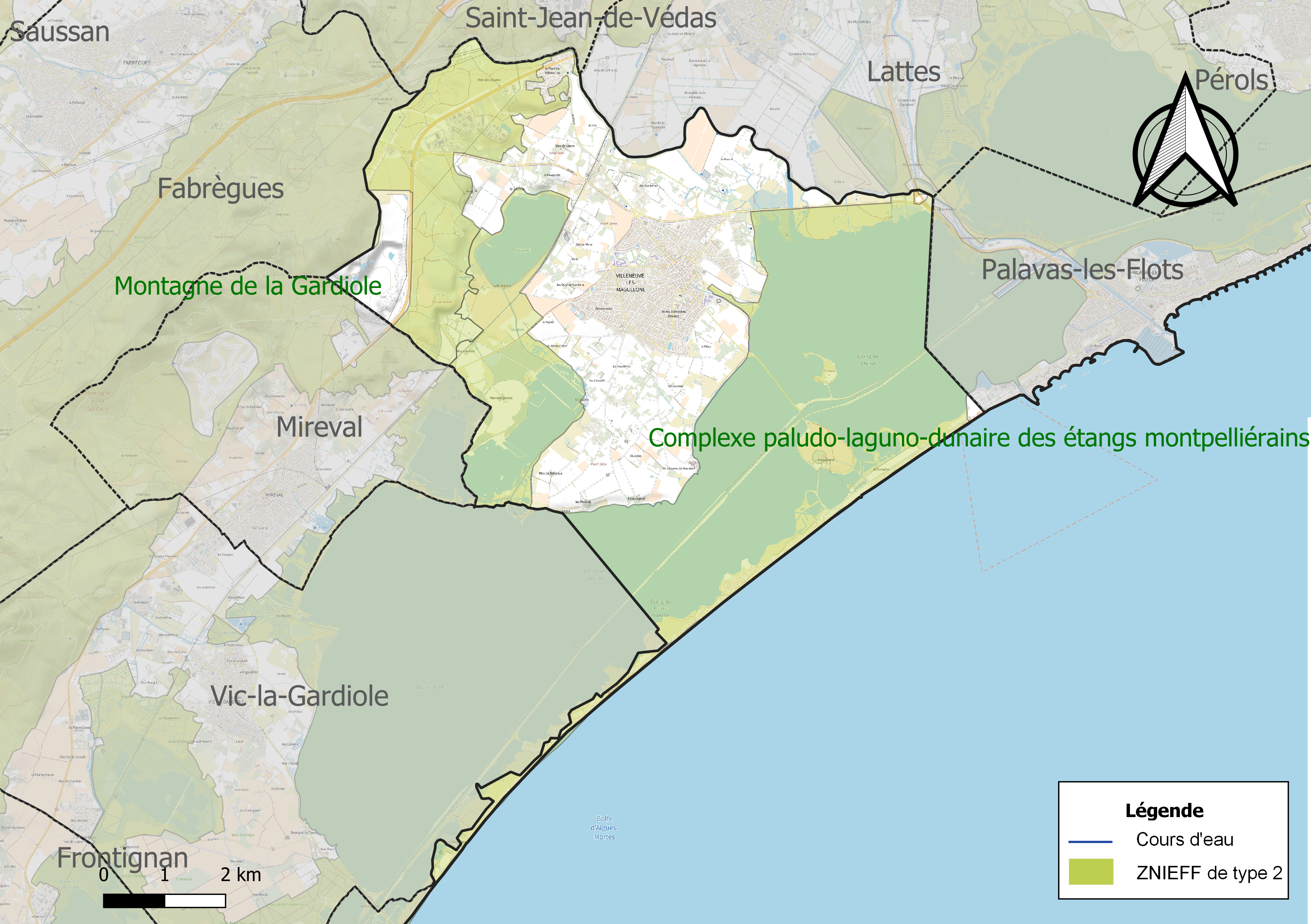
Carte des ZNIEFF de type 2 sur la commune.

## Urbanisme

### Typologie
Au 1er janvier 2024, Villeneuve-lès-Maguelone est catégorisée centre urbain intermédiaire, selon la nouvelle grille communale de densité à sept niveaux définie par l'Insee en 2022.
Elle appartient à l'unité urbaine de Montpellier, une agglomération intra-départementale regroupant 22 communes, dont elle est une commune de la banlieue,,. Par ailleurs la commune fait partie de l'aire d'attraction de Montpellier, dont elle est une commune de la couronne,. Cette aire, qui regroupe 161 communes, est catégorisée dans les aires de 700 000 habitants ou plus (hors Paris),.
La commune, bordée par la mer Méditerranée, est également une commune littorale au sens de la loi du 3 janvier 1986, dite loi littoral. Des dispositions spécifiques d’urbanisme s’y appliquent dès lors afin de préserver les espaces naturels, les sites, les paysages et l’équilibre écologique du littoral, tel le principe d'inconstructibilité, en dehors des espaces urbanisés, sur la bande littorale des 100 mètres, ou plus si le plan local d’urbanisme le prévoit.

### Occupation des sols
L'occupation des sols de la commune, telle qu'elle ressort de la base de données européenne d’occupation biophysique des sols Corine Land Cover (CLC), est marquée par l'importance des territoires agricoles (33,1 % en 2018), une proportion sensiblement équivalente à celle de 1990 (33,9 %). La répartition détaillée en 2018 est la suivante : 
eaux maritimes (29,6 %), zones agricoles hétérogènes (22,2 %), milieux à végétation arbustive et/ou herbacée (10,6 %), zones humides côtières (9 %), zones urbanisées (8,5 %), terres arables (5,8 %), cultures permanentes (4,2 %), espaces ouverts, sans ou avec peu de végétation (2,7 %), zones humides intérieures (2,6 %), mines, décharges et chantiers (2,5 %), zones industrielles ou commerciales et réseaux de communication (1,5 %), prairies (0,9 %). L'évolution de l’occupation des sols de la commune et de ses infrastructures peut être observée sur les différentes représentations cartographiques du territoire : la carte de Cassini (XVIIIe siècle), la carte d'état-major (1820-1866) et les cartes ou photos aériennes de l'IGN pour la période actuelle (1950 à aujourd'hui).

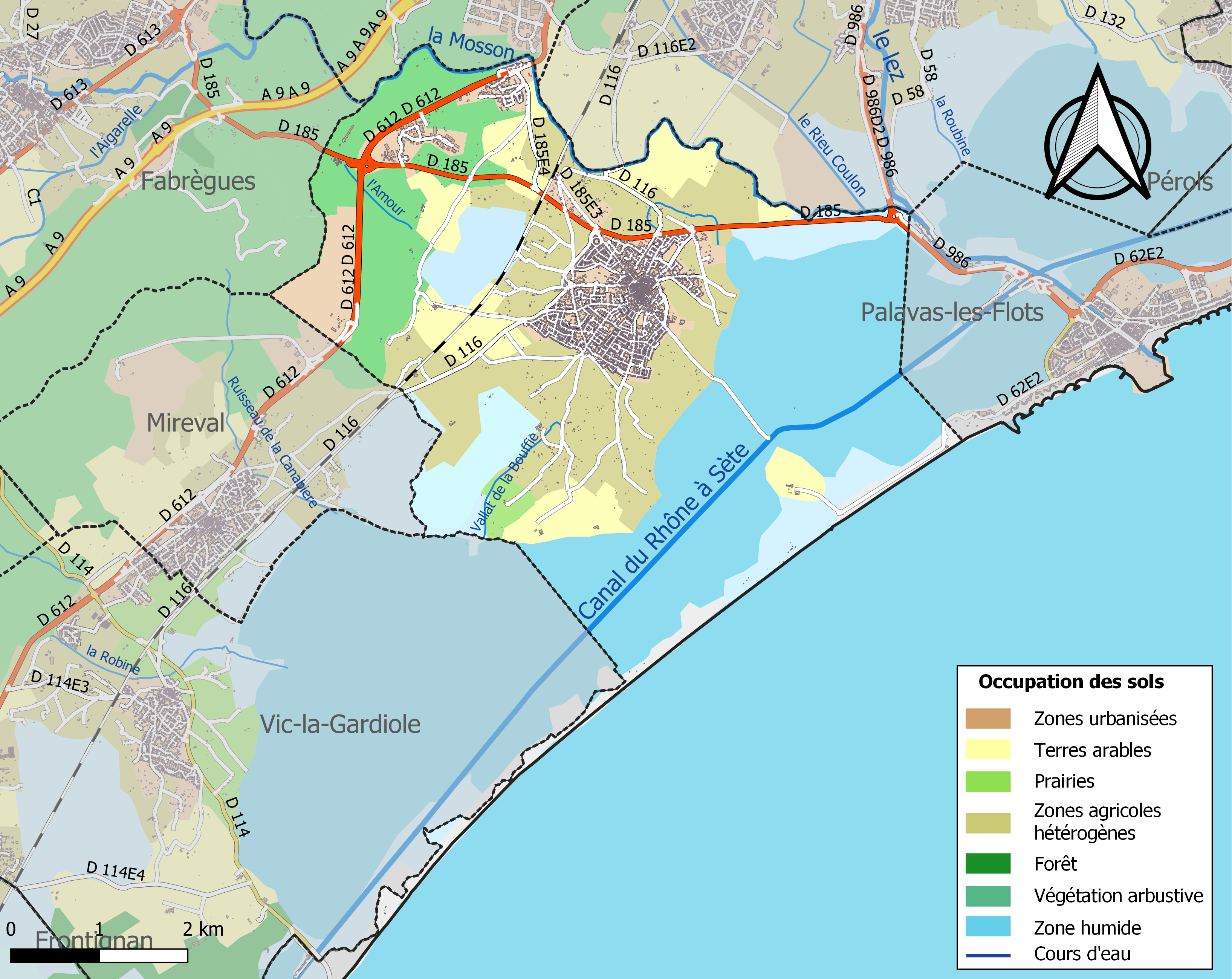
Carte des infrastructures et de l'occupation des sols de la commune en 2018 (CLC).

### Risques majeurs
Le territoire de la commune de Villeneuve-lès-Maguelone est vulnérable à différents aléas naturels : météorologiques (tempête, orage, neige, grand froid, canicule ou sécheresse), inondations, feux de forêts et séisme (sismicité faible). Il est également exposé à un risque technologique,  le transport de matières dangereuses. Un site publié par le BRGM permet d'évaluer simplement et rapidement les risques d'un bien localisé soit par son adresse soit par le numéro de sa parcelle.

#### Risques naturels
La commune fait partie du territoire à risques importants d'inondation (TRI) de Montpellier-Lunel-Maugio-Palavas, regroupant 49 communes du bassin de vie de Montpellier et s'étendant sur les départements de  l'Hérault et du Gard, un des 31 TRI qui ont été arrêtés fin 2012 sur le bassin Rhône-Méditerranée, retenu au regard des risques de submersions marines et de débordements du Vistre, du Vidourle, du Lez et de la Mosson. Parmi les événements significatifs antérieurs à 2019 qui ont touché le territoire, peuvent être citées les crues de septembre 2002 et de septembre 2003 (Vidourle) et les tempêtes de novembre 1982 et décembre 1997 qui ont touché le littoral. Des cartes des surfaces inondables ont été établies pour trois scénarios : fréquent (crue de temps de retour de 10 ans à 30 ans), moyen (temps de retour de 100 ans à 300 ans) et extrême (temps de retour de l'ordre de 1 000 ans, qui met en défaut tout système de protection). La commune a été reconnue en état de catastrophe naturelle au titre des dommages causés par les inondations et coulées de boue survenues en 1982, 1993, 1999, 2003, 2005, 2014 et 2018,.
Villeneuve-lès-Maguelone est exposée au risque de feu de forêt. Un plan départemental de protection des forêts contre les incendies (PDPFCI) a été approuvé en juin 2013 et court jusqu'en 2022, où il doit être renouvelé. Les mesures individuelles de prévention contre les incendies sont précisées par deux arrêtés préfectoraux et s’appliquent dans les zones exposées aux incendies de forêt et à moins de 200 mètres de celles-ci. L’arrêté du 25 avril 2002 réglemente l'emploi du feu en interdisant notamment d’apporter du feu, de fumer et de jeter des mégots de cigarette dans les espaces sensibles et sur les voies qui les traversent sous peine de sanctions. L'arrêté du 11 mars 2013 rend le débroussaillement obligatoire, incombant au propriétaire ou ayant droit,.

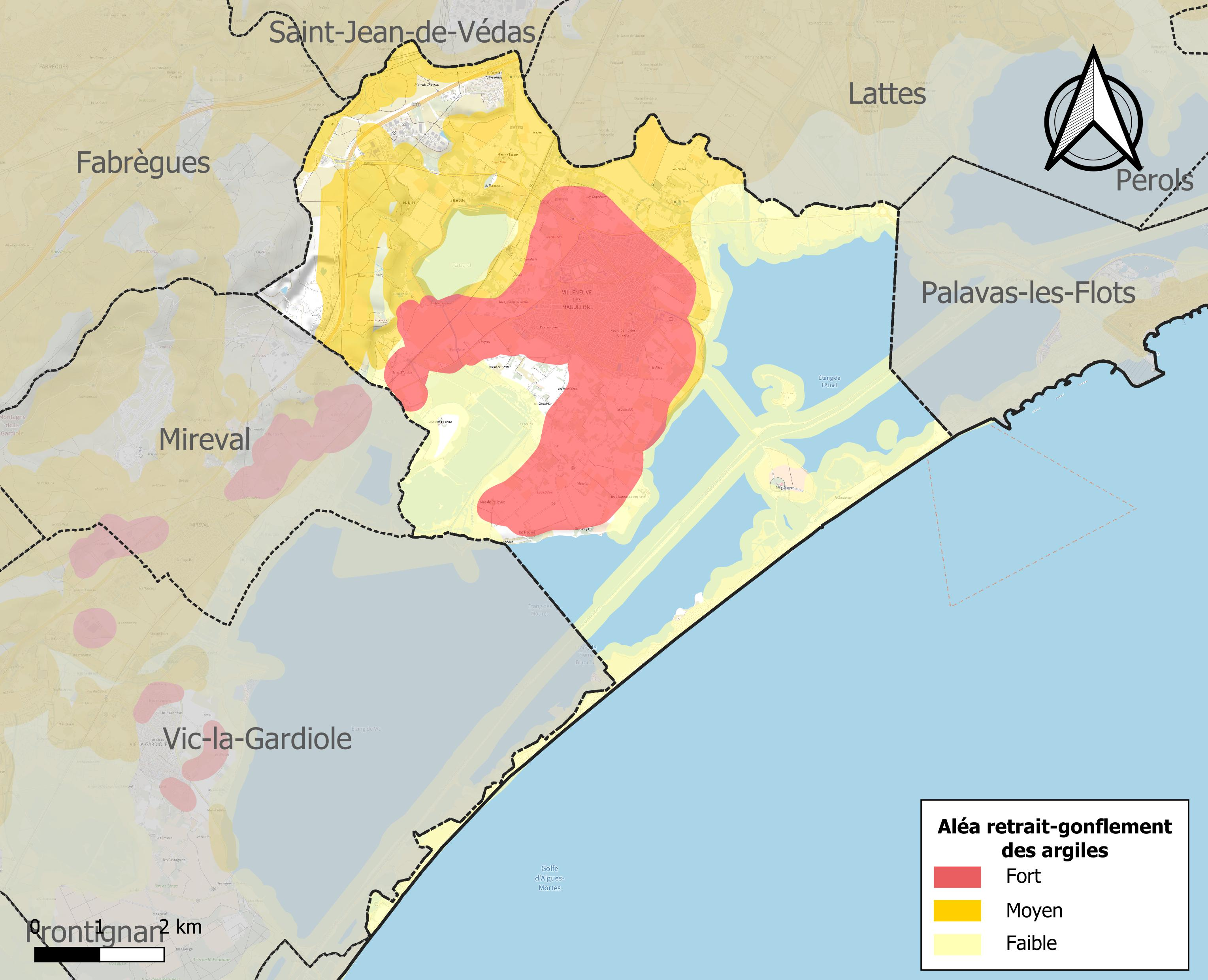
Carte des zones d'aléa retrait-gonflement des sols argileux de Villeneuve-lès-Maguelone.

Le retrait-gonflement des sols argileux est susceptible d'engendrer des dommages importants aux bâtiments en cas d’alternance de périodes de sécheresse et de pluie. 44,2 % de la superficie communale est en aléa moyen ou fort (59,3 % au niveau départemental et 48,5 % au niveau national). Sur les 3 066 bâtiments dénombrés sur la commune en 2019, 2 953 sont en aléa moyen ou fort, soit 96 %, à comparer aux 85 % au niveau départemental et 54 % au niveau national. Une cartographie de l'exposition du territoire national au retrait gonflement des sols argileux est disponible sur le site du BRGM,.
Par ailleurs, afin de mieux appréhender le risque d’affaissement de terrain, l'inventaire national des cavités souterraines permet de localiser celles situées sur la commune.

#### Risques technologiques
Le risque de transport de matières dangereuses sur la commune est lié à sa traversée par des infrastructures routières ou ferroviaires importantes ou la présence d'une canalisation de transport d'hydrocarbures. Un accident se produisant sur de telles infrastructures est susceptible d’avoir des effets graves sur les biens, les personnes ou l'environnement, selon la nature du matériau transporté. Des dispositions d’urbanisme peuvent être préconisées en conséquence.

## Toponymie

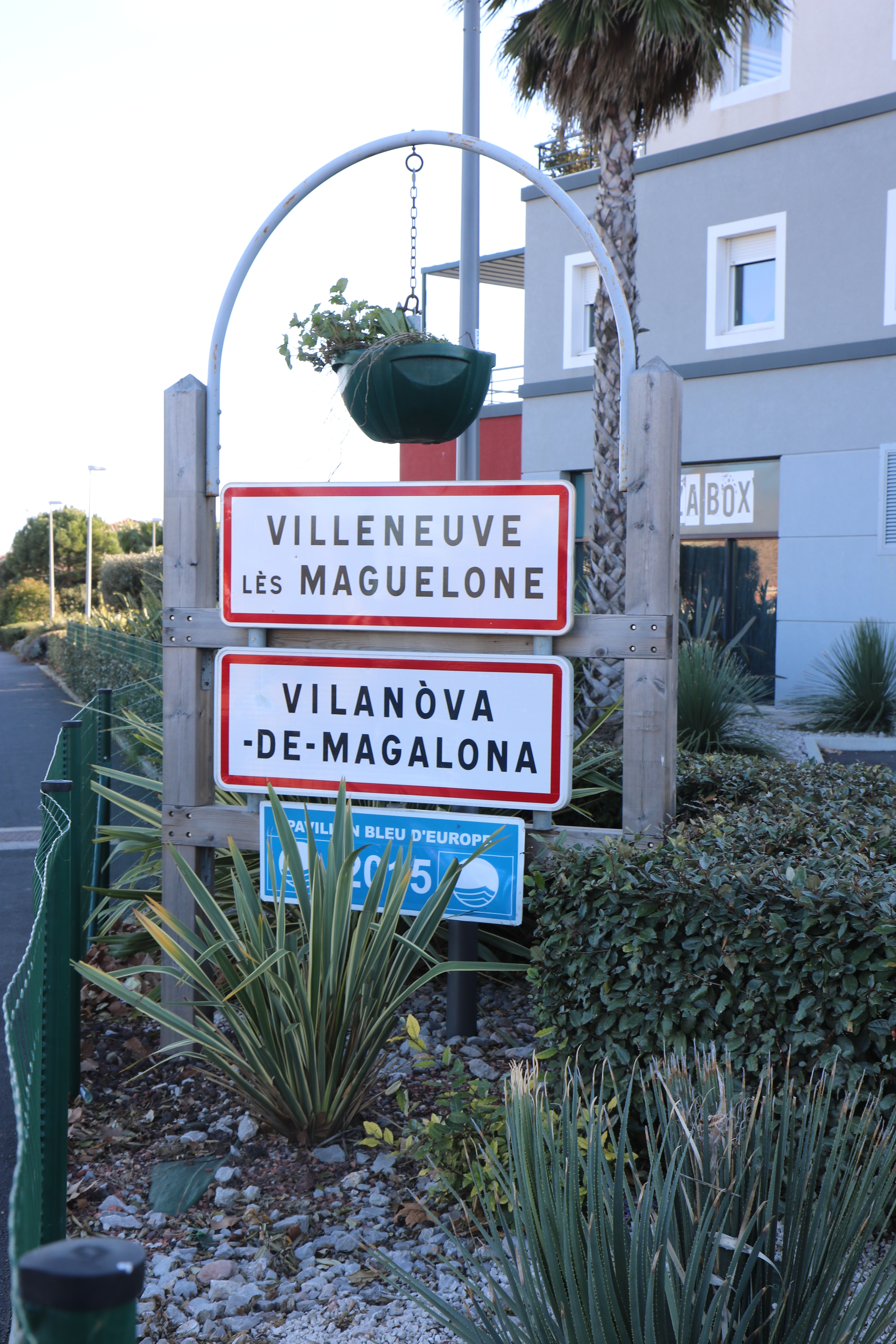
Panneau d'entrée bilingue.

Entre le 18 avril 1816 et le 28 avril 1831, pendant la Restauration, la commune s'est appelée Villeneuve-Angoulême,,.
Le 1er mars 1992, la commune de Villeneuve-lès-Maguelonne devient Villeneuve-lès-Maguelone,.
Le nom occitan de cette commune est Vilanòva de Magalona,,. En novembre 2010, les panneaux en occitan apposés par la municipalité ont suscité une plainte d'une association opposée aux langues régionales.
Le mercredi 16 février 2011, le Sénat adopte une proposition de loi autorisant l'installation de panneaux d'entrée et de sortie de ville en langue régionale, sur proposition du sénateur de l'Aude Roland Courteau,. Le 12 décembre 2010, le tribunal administratif annule la décision de la commune d'apposer les panneaux bilingues. Celle-ci porte l'affaire devant la cour d'appel administrative de Marseille qui, le 26 juin 2012, annule à son tour la décision précédente, ce qui a pour effet d'autoriser la commune à maintenir ses panneaux indiquant Vilanòva de Magalona.

## Histoire

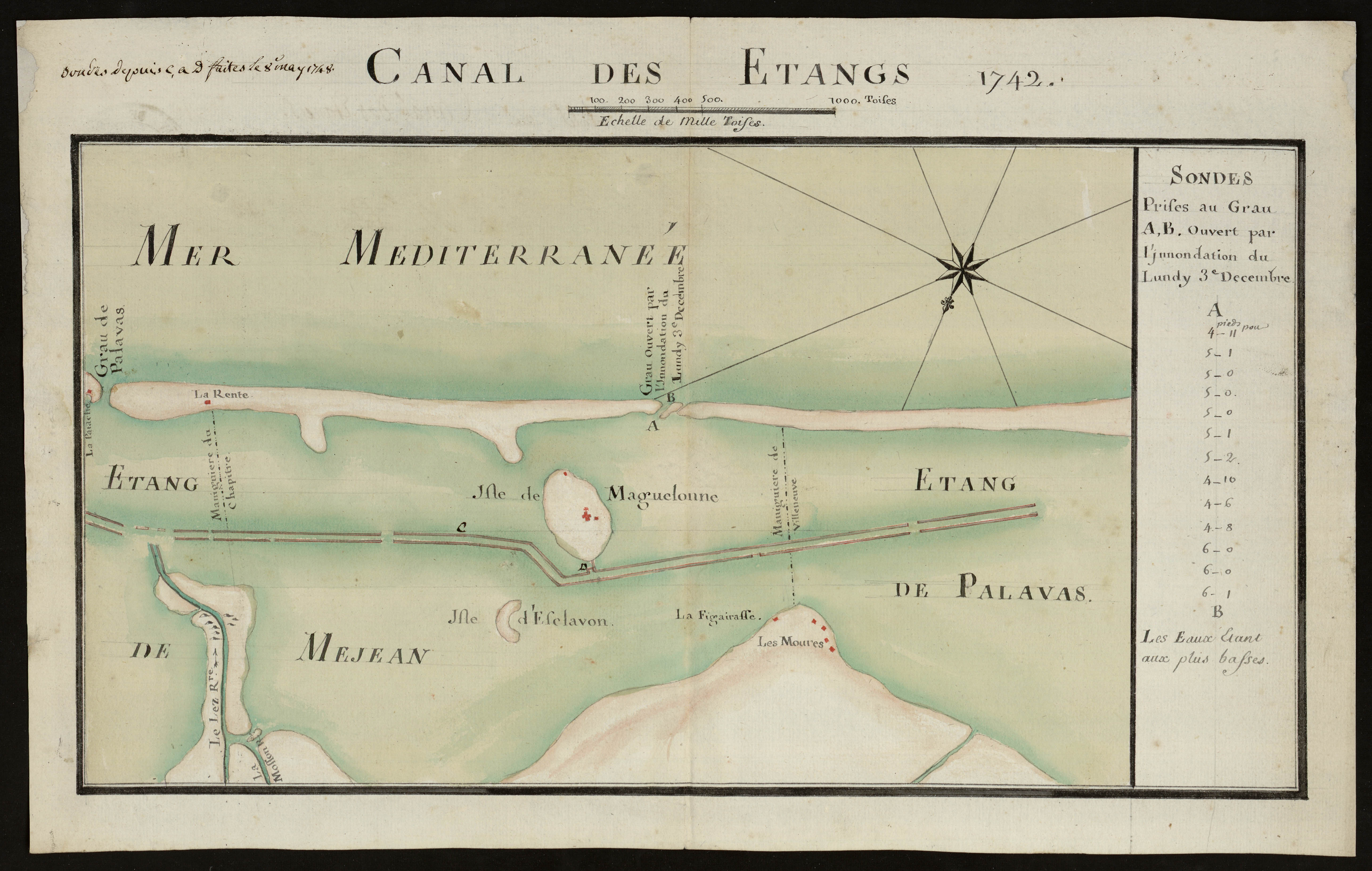
Projet de canal des étangs (1742).

L'île de Maguelone a été, en raison de sa position sur un cordon sableux facile à défendre, entre une lagune et la mer, le siège d'un évêché et d'une ville prospère au Moyen Âge. La ville actuelle a été construite à la même époque sur le continent.
Le 29 janvier 1850, la commune perd une partie de son territoire oriental constitué d'étang et de plage pour permettre l'établissement de la commune de Palavas.
Pendant la Seconde Guerre Mondiale, la commune est témoin de deux événements tragiques.
Entre le 14 mars et le 10 juillet 1944, seize jeunes résistants sont fusillés près de la colline de la Madelaine qui surplombe la ville. Une stèle permet de s'en souvenir.
Près de la plage du Pilou, une stèle commémore la mort de cinq démineurs le 1er mars 1945 lors d'une opération de déminage des plages de la commune,.

### Héraldique
| Blason de Villeneuve-lès-Maguelone | Les armes de Villeneuve-lès-Maguelone se blasonnent ainsi : d'azur à deux palmiers d'or au tronc courbé se rapprochant par leurs palmes en formant un arc. |

## Politique et administration

### Liste des maires
| Période      | Période      | Identité          | Étiquette | Qualité                                                                             |
| ------------ | ------------ | ----------------- | --------- | ----------------------------------------------------------------------------------- |
| 1945         | 1965         | Pierre Verdier    |           |                                                                                     |
| 1965         | 1971         | René Poitevin     |           | Ancien Résistant, colonel de CRS, mort pendant son second mandat le 31 janvier 1972 |
| 1971         | 1977         | René Bert         |           |                                                                                     |
| 1977         | 1979         | Émile Malafosse   | PCF       |                                                                                     |
| 1979         | mars 2008    | Gérard Bouisson   | PCF       | Conseiller général du canton de Frontignan (1994-2008)                              |
| mars 2008    | juillet 2020 | Noël Segura       | DVG       |                                                                                     |
| juillet 2020 | En cours     | Véronique Negret, | DVG       | Fonctionnaire Vice-présidente de Montpellier Méditerranée Métropole                 |

## Démographie
Au dernier recensement, la commune comptait 10406 habitants. Elle fait partie de la métropole de Montpellier Méditerranée dont elle est la 5e commune la plus peuplée derrière Montpellier, Castelnau-le-Lez, Lattes et Juvignac. À ce jour, c'est la seule commune de la métropole à posséder un littoral sur la Méditerranée.
| 1793 | 1800 | 1806 | 1821  | 1831  | 1836  | 1841  | 1846  | 1851  |
| ---- | ---- | ---- | ----- | ----- | ----- | ----- | ----- | ----- |
| 720  | 783  | 948  | 1 081 | 1 211 | 1 158 | 1 286 | 1 316 | 1 269 |

| 1856  | 1861  | 1866  | 1872  | 1876  | 1881  | 1886  | 1891  | 1896  |
| ----- | ----- | ----- | ----- | ----- | ----- | ----- | ----- | ----- |
| 1 296 | 1 435 | 1 590 | 1 595 | 1 476 | 1 210 | 1 316 | 1 467 | 1 515 |

| 1901  | 1906  | 1911  | 1921  | 1926  | 1931  | 1936  | 1946  | 1954  |
| ----- | ----- | ----- | ----- | ----- | ----- | ----- | ----- | ----- |
| 1 633 | 1 577 | 1 562 | 1 568 | 1 571 | 1 628 | 1 555 | 1 402 | 1 503 |

| 1962  | 1968  | 1975  | 1982  | 1990  | 1999  | 2004  | 2006  | 2011  |
| ----- | ----- | ----- | ----- | ----- | ----- | ----- | ----- | ----- |
| 1 616 | 1 797 | 2 279 | 3 003 | 5 081 | 7 351 | 8 161 | 8 541 | 9 354 |

| 2016  | 2021   | 2022   | - | - | - | - | - | - |
| ----- | ------ | ------ | - | - | - | - | - | - |
| 9 846 | 10 405 | 10 406 | - | - | - | - | - | - |

## Économie

### Revenus
En 2018, la commune compte 3 752 ménages fiscaux, regroupant 8 941 personnes. La médiane du revenu disponible par unité de consommation est de 22 100 € (20 330 € dans le département). 52 % des ménages fiscaux sont imposés (45,8 % dans le département).

### Emploi
|                | 2008   | 2013   | 2018 |
| -------------- | ------ | ------ | ---- |
| Commune        | 7,3 %  | 9,5 %  | 9 %  |
| Département    | 10,1 % | 11,9 % | 12 % |
| France entière | 8,3 %  | 10 %   | 10 % |

En 2018, la population âgée de 15 à 64 ans s'élève à 6 721 personnes, parmi lesquelles on compte 67,5 % d'actifs (58,6 % ayant un emploi et 9 % de chômeurs) et 32,5 % d'inactifs,. Depuis 2008, le taux de chômage communal (au sens du recensement) des 15-64 ans est inférieur à celui de la France et du département.
La commune fait partie de la couronne de l'aire d'attraction de Montpellier, du fait qu'au moins 15 % des actifs travaillent dans le pôle,. Elle compte 2 115 emplois en 2018, contre 2 031 en 2013 et 1 813 en 2008. Le nombre d'actifs ayant un emploi résidant dans la commune est de 3 982, soit un indicateur de concentration d'emploi de 53,1 % et un taux d'activité parmi les 15 ans ou plus de 54,3 %.
Sur ces 3 982 actifs de 15 ans ou plus ayant un emploi, 832 travaillent dans la commune, soit 21 % des habitants. Pour se rendre au travail, 83,2 % des habitants utilisent un véhicule personnel ou de fonction à quatre roues, 5 % les transports en commun, 8,4 % s'y rendent en deux-roues, à vélo ou à pied et 3,5 % n'ont pas besoin de transport (travail au domicile).

### Activités hors agriculture

#### Secteurs d'activités
855 établissements sont implantés  à Villeneuve-lès-Maguelone au 31 décembre 2019. Le tableau ci-dessous en détaille le nombre par secteur d'activité et compare les ratios avec ceux du département,.
| Secteur d'activité                                                                                        | Commune | Commune | Département |
| Secteur d'activité                                                                                        | Nombre  | %       | %           |
| --- | ------- | ------- | ----------- |
| Ensemble                                                                                                  | 855     | 100 %   | (100 %)     |
| Industrie manufacturière, industries extractives et autres                                                | 50      | 5,8 %   | (6,7 %)     |
| Construction                                                                                              | 146     | 17,1 %  | (14,1 %)    |
| Commerce de gros et de détail, transports, hébergement et restauration                                    | 206     | 24,1 %  | (28 %)      |
| Information et communication                                                                              | 17      | 2 %     | (3,3 %)     |
| Activités financières et d'assurance                                                                      | 21      | 2,5 %   | (3,2 %)     |
| Activités immobilières                                                                                    | 28      | 3,3 %   | (5,3 %)     |
| Activités spécialisées, scientifiques et techniques et activités de services administratifs et de soutien | 146     | 17,1 %  | (17,1 %)    |
| Administration publique, enseignement, santé humaine et action sociale                                    | 144     | 16,8 %  | (14,2 %)    |
| Autres activités de services                                                                              | 97      | 11,3 %  | (8,1 %)     |

Le secteur du commerce de gros et de détail, des transports, de l'hébergement et de la restauration est prépondérant sur la commune puisqu'il représente 24,1 % du nombre total d'établissements de la commune (206 sur les 855 entreprises implantées  à Villeneuve-lès-Maguelone), contre 28 % au niveau départemental.

#### Entreprises et commerces
Le plus important employeur de la commune est la Maison d'Arrêt, dépendante de la direction régionale de Toulouse de l'administration  pénitentiaire. 
Les cinq entreprises ayant leur siège social sur le territoire communal qui génèrent le plus de chiffre d'affaires en 2020 sont : 
- Etablissements Igual, commerce de gros (commerce interentreprises) de vaisselle, verrerie et produits d'entretien (14 453 k€) ;
- Vivelys, conseil pour les affaires et autres conseils de gestion (7 303 k€) ;
- CAI, commerce de gros (commerce interentreprises) de produits chimiques (5 155 k€) ;
- Produits Materiaux Services - PMS, commerce de gros d'équipements automobiles (3 020 k€) ;
- Clim-Planete Diffusion, autres commerces de détail spécialisés divers (2 785 k€).

Le garhiofilatum est un vin médiéval élaboré avec des épices et plantes. Sa fabrication date du XIIe siècle et était faite dans la région de Montpellier dont le port de Lattes recevait les épices venues d'Orient. Son élaboration et sa commercialisation sont à nouveau réalisés par un domaine viticole à Villeneuve-lès-Maguelone.
Le nombre d'exploitations agricoles en activité et ayant leur siège dans la commune est de 16 lors du recensement agricole de 2020 et la surface agricole utilisée de 425 ha,.

## Sports
La commune possède :
- Une équipe de Rugby à XV : Le « RC Villeneuve-lès-Maguelone » qui a été finaliste du championnat de France Promotion d'Honneur en 2015 ;
- Une équipe de Football : L'« US Villeneuvoise », dont les séniors masculins ont effectué une double montée en Division supérieure durant les saisons 2012-2013 et 2014-2015. L'équipe évolue en 1re Division District Hérault ;
- Participe à l'animation du festival international du kite ou Kitesurf : « Festikite », qui se déroule chaque année à la fin du printemps sur la « plage du Prévost ».

## Culture locale et patrimoine

### Lieux et monuments
- Ancienne église, appelée Notre Dame d'Olivet ou N.D des Oliviers du « Premier Art Roman » ou XIe siècle, reconvertie en restaurant[69],[70] ;
- Chapelle des Pénitents de Villeneuve-lès-Maguelone[71] ;
- L'église Saint-Étienne datant du XIIe siècle qui fait l'objet d'un classement au titre des monuments historiques par la liste de 1840[72].
- Le pont de Villeneuve :

Le 13 février 2012 est inscrit au monument historique, le Pont de Villeneuve. Il traverse la Mosson et est situé sur la route départementale no 612. Le pont marque la frontière entre Villeneuve-lès-Maguelone et Saint-Jean-de-Védas ;
- La grotte de la Madeleine : C'est une grande grotte (60 m de profondeur, 20 m de large et 4 m de hauteur) creusée dans le calcaire de la Gardiole. Elle débouche au nord-est sur un vaste lac souterrain. On y mit au jour une très belle série de vases attribués au Chasséens[75]. Le site a pu abriter au Néolithique de petits groupes pratiquant la chasse (mammifères et gibier d'eau) ou la pêche[76]. La grotte est fermée au public en raison de sa dangerosité (émanations naturelles de gaz carbonique).
- À l'ouest de la commune :
  - L'établissement pénitentiaire ou maison d'arrêt de Villeneuve-lès-Maguelonne : Inaugurée le 6 mars 1990[77], la maison d'arrêt de Montpellier se situe à l'ouest de la commune, près de la route départementale 612. Elle est évoquée dans la presse lors de séjours de justiciables connus comme le syndicaliste paysan porte-parole de la Confédération paysanne José Bové qui y passa quelques semaines de peine en 2002, à la suite du démontage du McDonald's de Millau en 1999 ;
  - La montagne de « La Madeleine » : Dans la partie villeneuvoise de la montagne de La Madeleine, est visible une garrigue où se trouve l'accès principal du champ de tir militaire qui s'étendait vers les territoires de Fabrègues et Mireval. Son périmètre a été redessiné dans les années 2000[78] ;
  - Une stèle commémorative des résistants fusillés à cet endroit pendant la Seconde Guerre mondiale est située près de l'échangeur routier ;
  - La réserve naturelle de l'Estagnol, située au sud de la route reliant Villeneuve à la maison d'arrêt, est un étang d'eau douce et marais enclavé entre la garrigue et la vigne.
- Sur le littoral :
  - Un patrimoine naturel protégé : Au sud de la commune se dresse une zone patrimoniale naturelle protégée qui est de loin la plus exceptionnelle du sud de la région montpelliéraine. En plus de la présence de la Méditerranée, les cordons dunaires, les lagunes et les salines abritent une faune et une flore d'une rare diversité. La majeure partie est d'ailleurs propriété du Conservatoire du littoral et est classé site Natura 2000 ;
  - La chapelle Saint-Blaise et la cathédrale Saint-Pierre-et-Saint-Paul de Maguelone datant du XIIe et XIIIe siècles qui font l'objet d'un classement au titre des monuments historiques par la liste de 1840[79]. La position insulaire au Moyen Âge assurait la sécurité de l'évêque. Depuis 1969, l'association « Les Compagnons de Maguelone » assure la gestion du patrimoine naturel, historique et patrimonial de Maguelone. Avec 200 000 visiteurs chaque année, la cathédrale et l'ensemble du site sont devenus des atouts touristiques et culturels importants pour la région et ses habitants. La cathédrale abrite chaque année un grand festival de musique ancienne, parrainé par le célèbre violiste Jordi Savall. L'association « Les Amis du festival de Maguelone », en collaboration avec « Les Compagnons de Maguelone », contribue à l'animation de ce lieu chargé d'histoire ;
  - La plage publique : Une route sur digue, une passerelle piétonne et un chemin goudronné contournant l'île par l'ouest permet de relier Villeneuve-lès-Maguelone à la plage publique qui s'étend, entre étangs et mer, sur environ neuf kilomètres de Palavas-les-Flots à l'est à Frontignan-Plage à l'ouest. Le cordon dunaire, dépourvu de construction et d'accès automobile permanent, est suffisamment isolé pour que le naturisme soit pratiqué sur la plus grande partie du littoral allant de la limite de Palavas-les-Flots aux Aresquiers près de Vic-la-Gardiole. Mais la nudité reste interdite par arrêté municipal sur une bande de 1 500 m délimitée en été par des panneaux. Le label international « Pavillon bleu » y flotte sans interruption depuis 1987 ;
  - Les étangs de l'Arnel et des Mourres connaissent une pêche et permettent l'observation des oiseaux. Ils se situent au nord du canal du Rhône à Sète qui permet tourisme fluvial et transport de marchandises entre le Rhône, l'étang de Thau et le Canal du Midi.
- Le nom "Villeneuve-lès-Maguelonne" a inspiré le nom de la ville Vaguelone dans le jeu vidéo Pokémon Noir 2 et Blanc 2.

## Galerie

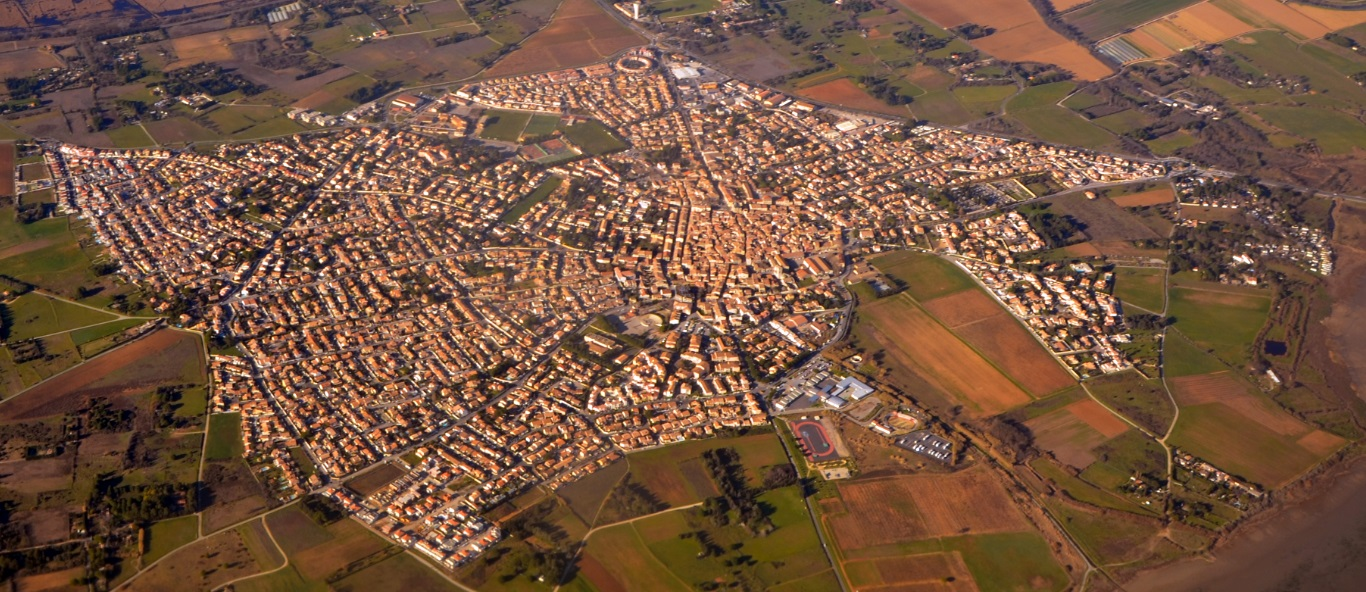
Vue aérienne de Villeneuve-lès-Maguelone.
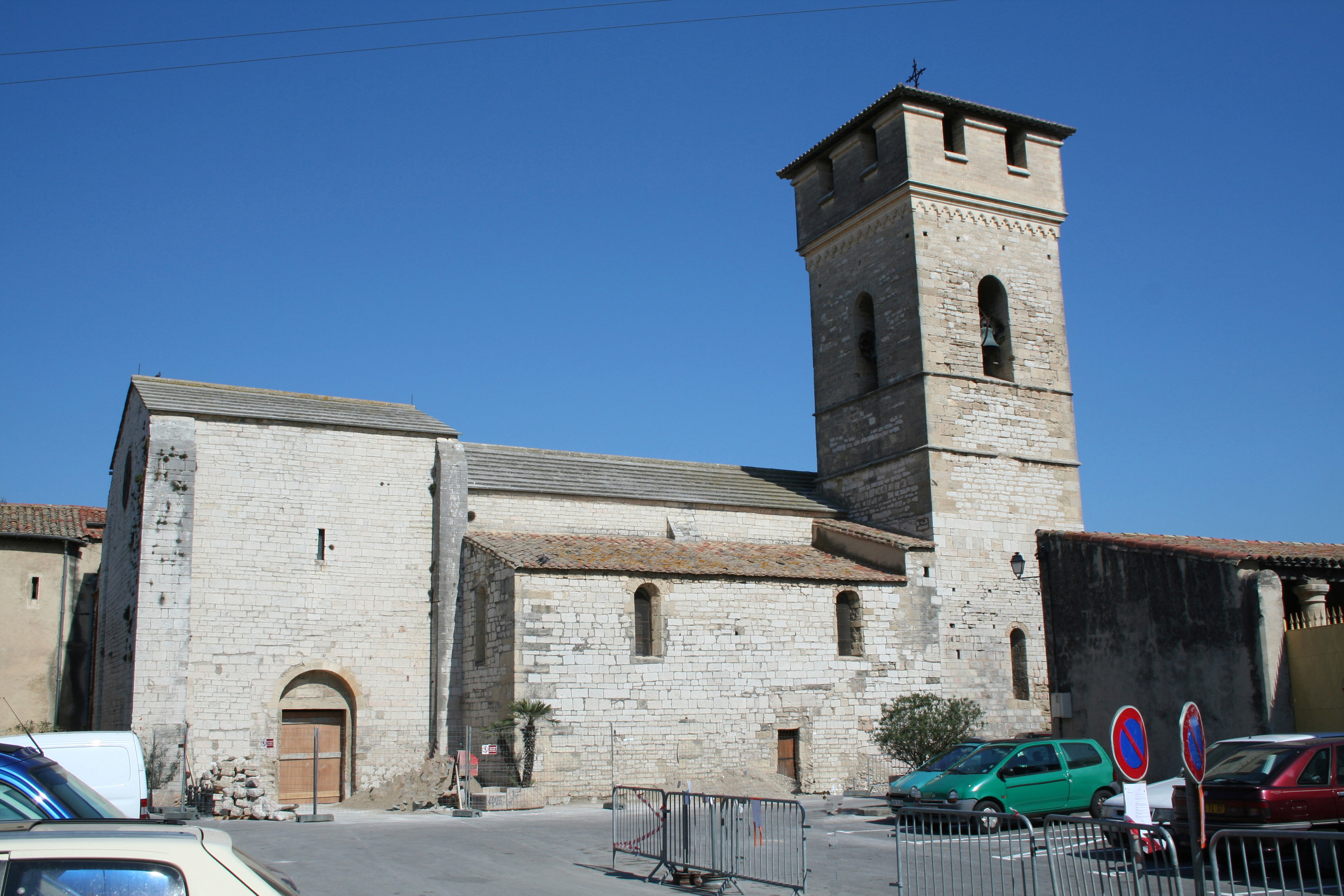
Vue de l'église Saint-Étienne.
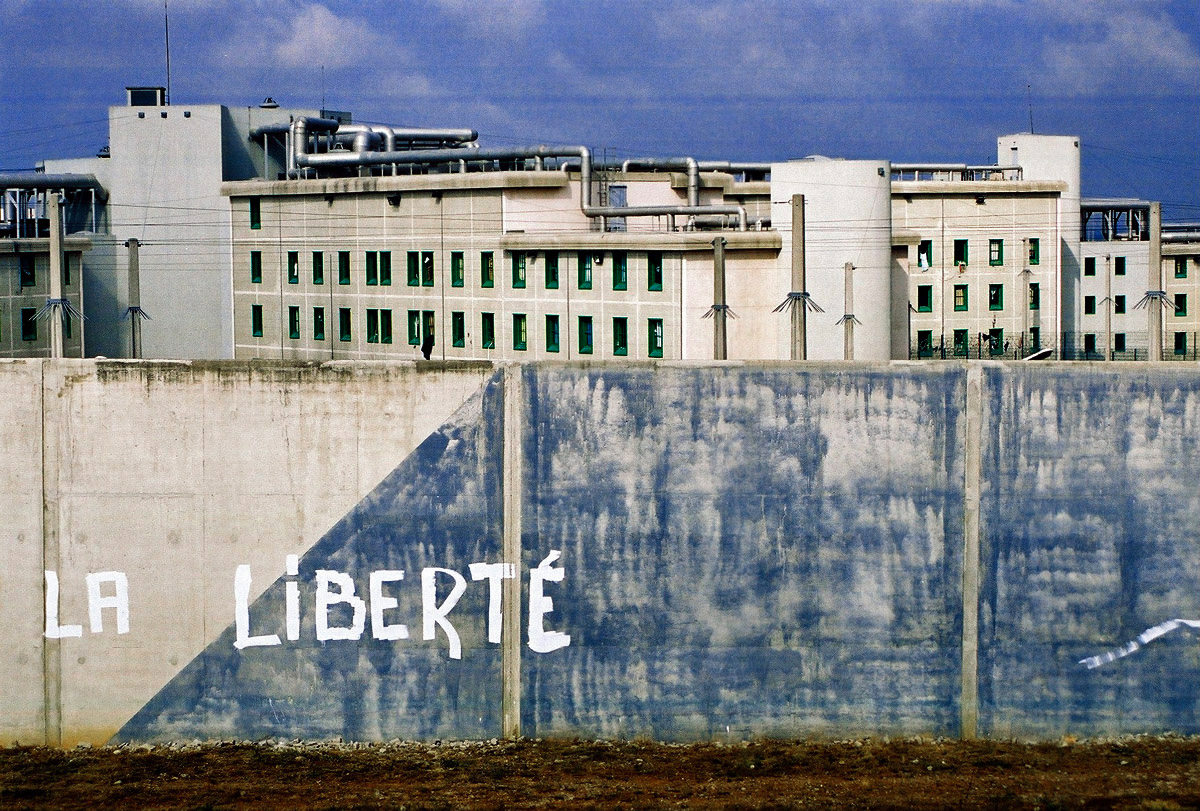
La maison d'arrêt de Villeneuve-lès-Maguelone.
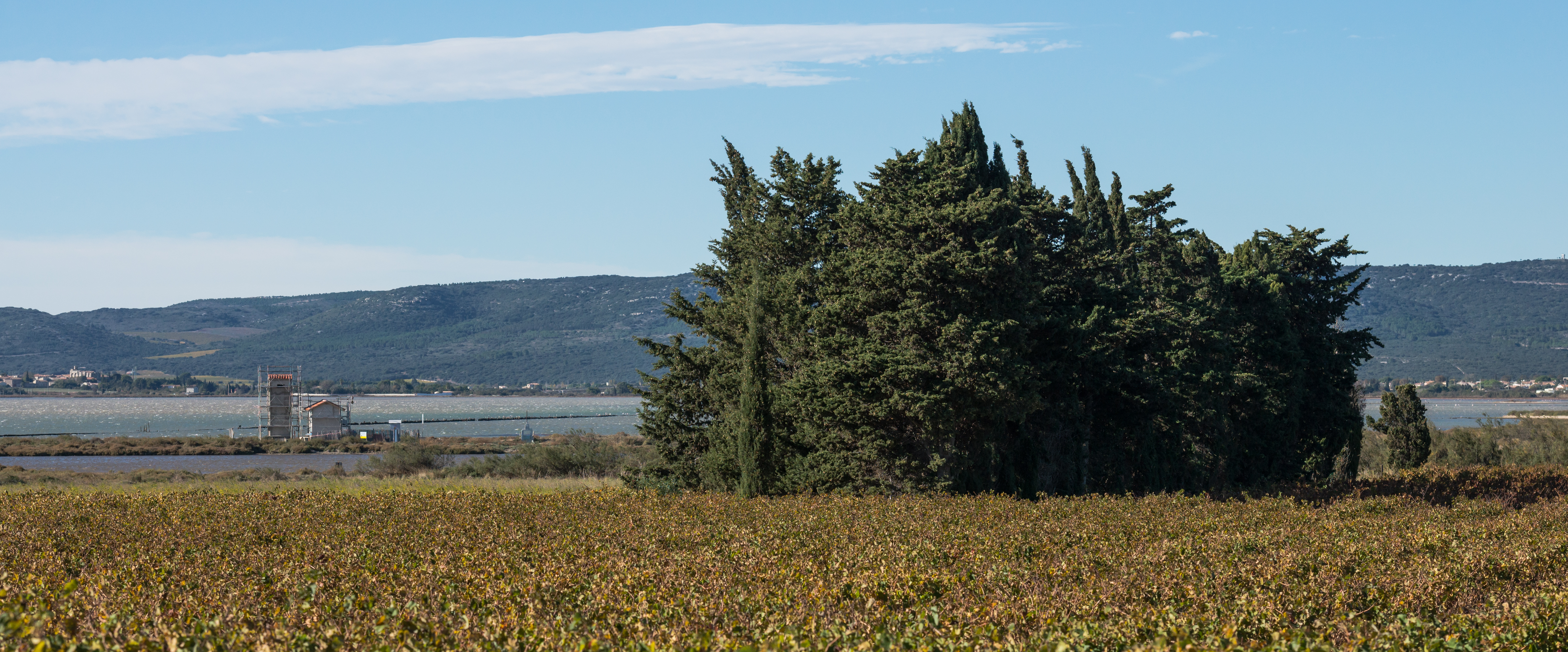
Vue de la garrigue.
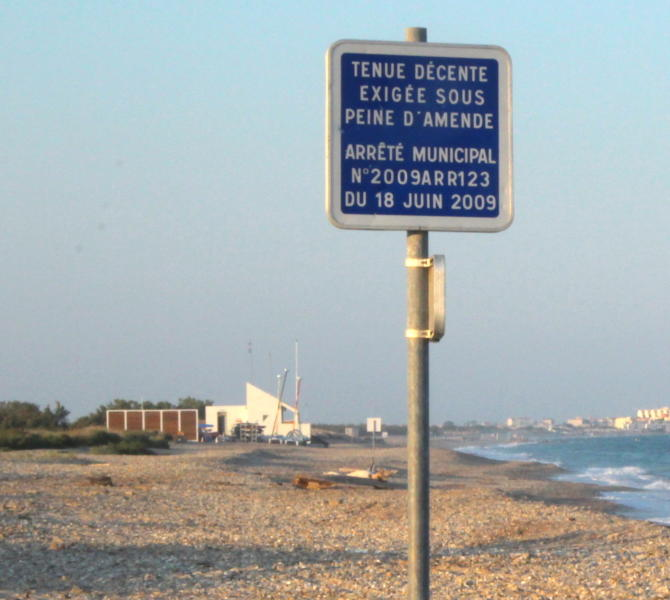
Vue du panneau (côté ouest) délimitant la zone de 1 500 m de plage non naturiste.
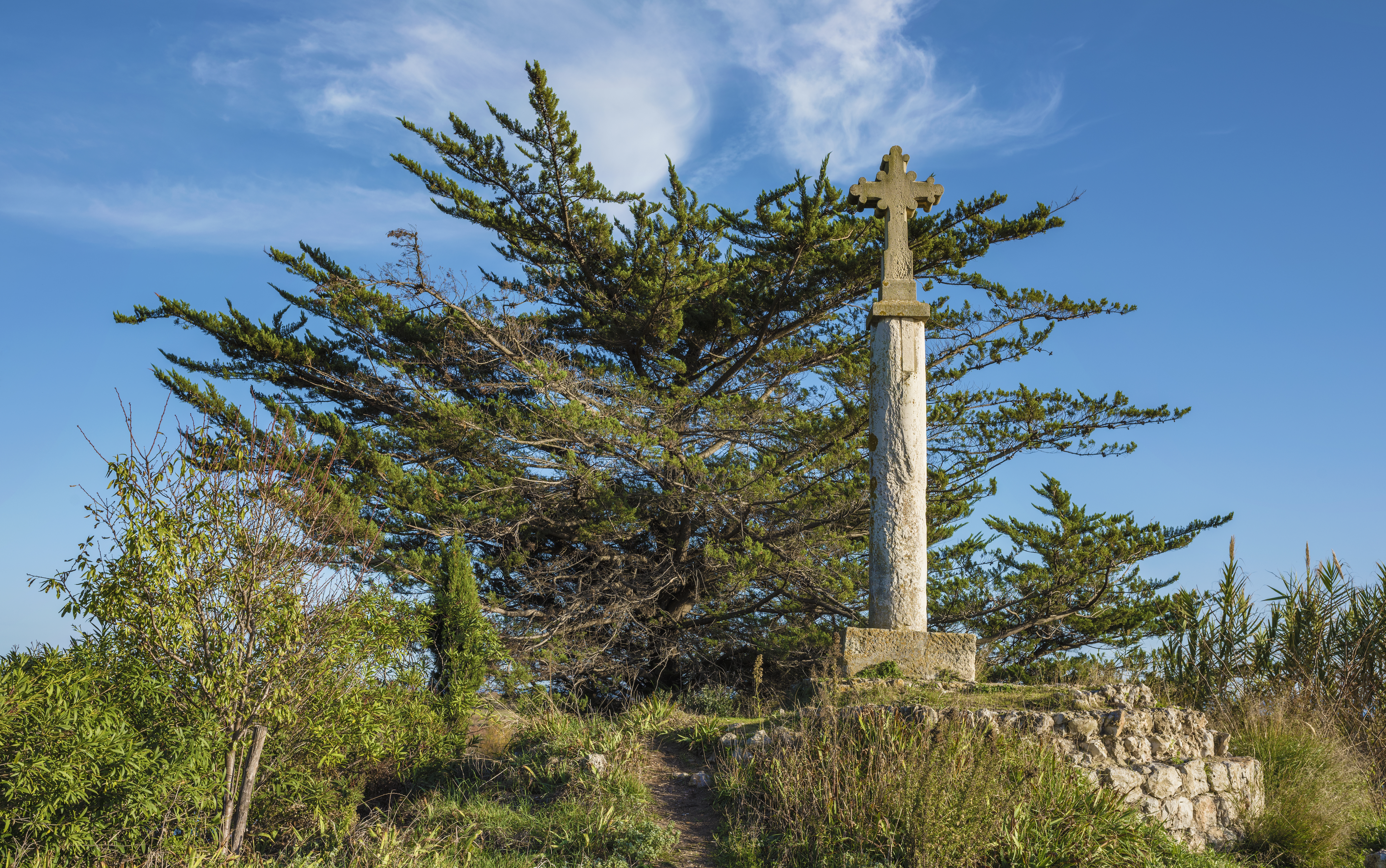
Vue d'une croix de chemin et un cyprès près de la cathédrale Saint-Pierre-et-Saint-Paul de Maguelone.
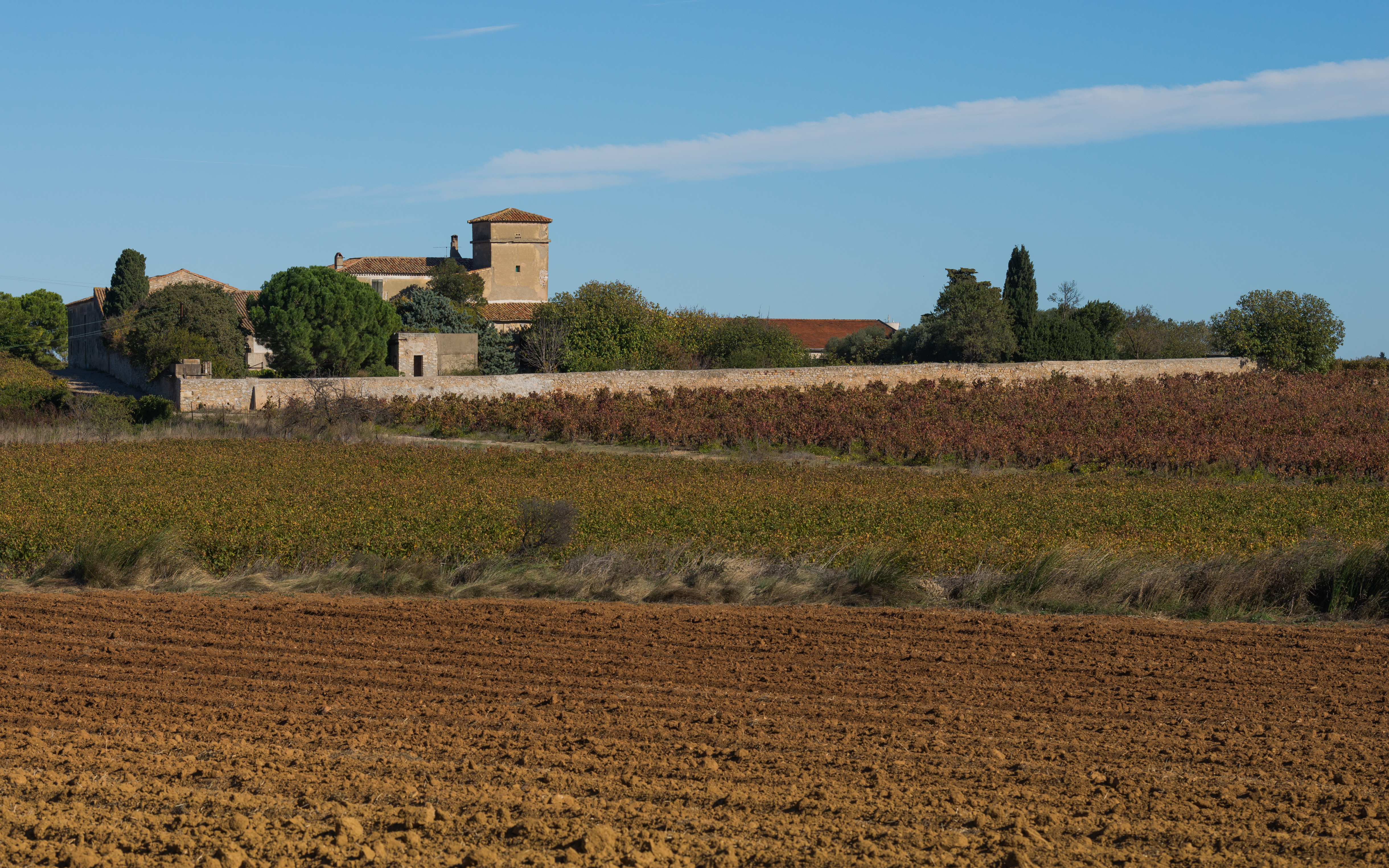
Vue du château d'Exindre.
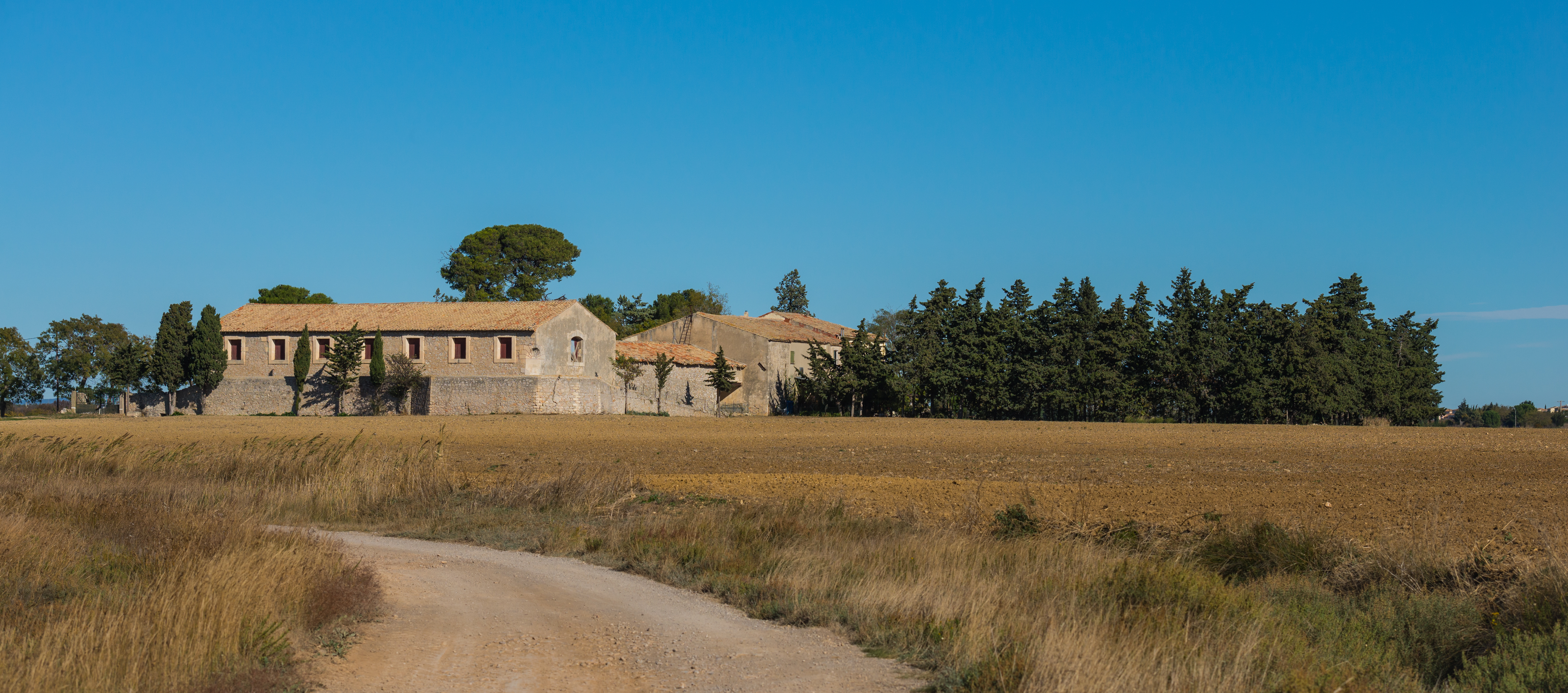
Vue du « Mas des Quinze ».

### Personnalités liées à la commune
- Denis Boubals (1926-2007), œnologue fondateur du Domaine expérimental du Chapitre.
- Pierre Maguelon (1933-2010), acteur français, y a vécu et y est inhumé.
- René Poitevin (1911-1972), Compagnon de la Libération, maire de Villeneuve-lès-Maguelone.
- Le rugbyman Mamuka Gorgodze y a vécu lors de son passage au Montpellier Hérault rugby.